# Фондация
Вижте пояснителната страница за други значения на Фондация.
Фондацията е некорпоративно устроено юридическо лице, учредено приживе или при случай на смърт с едностранен учредителен акт под формата на дарение или завещание, с който безвъзмездно се предоставя имущество за постигане на нестопанска цел. Характерно за фондацията, е че учредителите ѝ нямат качество на нейни членове. Фондациите могат да извършват дейност в обществена или частна полза. Със средства на фондациите се подпомагат образованието, науката, културата, здравеопазването и други.

## Фондациите в България
В България регистрация на фондация се извършва пред Окръжен съд по място на седалището на фондацията по Закона за юридическите лица с нестопанска цел и Гражданския процесуален кодекс.

## История на фондациите
Съвременните фондации са създадени в края на 19 век и се развиват през 20 век с капитала на спонсори и дарители.

## Видове фондации
- Фондации за осъществяване на обществено полезна дейност
- Фондации за осъществяване на дейност в частна полза

Според закона за ЮЛНЦ от 2001 г. и Общите му разпоредби Фондациите биват два вида
- В частна полза
- В общественополезна

Фондациите в частна полза се грижат интересите на обособена група от хора. Тези в общественополезна дейност имат по широки цели.

## Световни центрове
За документиране на дейността на фондациите са създадени центрове: Център на фондациите във Вашингтон – 1965 г., Японски библиотечен център на фондациите – 1985 г., Европейски център на фондациите в Брюксел – 1989 г. и др.